# La corsa dell'innocente
La corsa dell'innocente è un film del 1992, diretto da Carlo Carlei, candidato ai Golden Globe come Miglior film straniero.

## Trama
Vito è un ragazzino che vive con la famiglia in un casolare nella campagna calabrese. La sua famiglia, immischiata con la Ndrangheta, un giorno viene sterminata da una gang rivale per un regolamento di conti e Vito riesce a salvarsi nascondendosi sotto il letto. Non appena la gang si allontana dalla tenuta, Vito esce di casa e vede la sua famiglia massacrata. Uscito fuori, trova il padre in fin di vita che poco prima di spirare gli ordina di andare dal fratello per avere protezione. Vito così corre verso una grotta nascosta tra i boschi dell'Aspromonte che era il nascondiglio del padre e del fratello, dove veniva tenuto in ostaggio Simone Rienzi, il figlio di un noto imprenditore toscano rapito poco tempo prima. Vito entra nella grotta, raccoglie lo zaino del ragazzo rapito e si accorge con stupore che quest’ultimo è stato ucciso. Dopo aver udito dei rumori provenire dal profondo della grotta, Vito va avanti e chiama per nome il fratello, trovando invece il capo della gang che ha sterminato la sua famiglia qualche ora prima mentre sta rovistando nelle tasche del fratello, anch'egli ucciso. Inseguito dal malavitoso, Vito fugge tra campi e boschi fino a riuscire a salire su un treno locale che lo porterà ai confini della Calabria. Si rifugia in una vecchia raffineria marittima dove passa la notte.
La mattina seguente Vito entra in un bar e si rende conto, guardando il telegiornale, che suo padre era un elemento di spicco della malavita locale e che i genitori di Simone sono convinti che il ragazzo sia vivo. Poco dopo si nasconde su un camion diretto a Roma dove arriva la sera stessa mettendosi alla ricerca di Orlando, un cugino trasferitosi nella capitale da qualche anno. Convinto di poter iniziare una nuova vita assieme al cugino, una mattina viene raggiunto dagli stessi uomini che avevano ucciso la sua famiglia. Dopo essere riuscito a scappare, decide di raggiungere i genitori del bambino ucciso, ancora ignari della sua morte, per rivelare loro la verità. 
Raggiunta Siena, riesce ad entrare di nascosto a casa loro e la madre dei piccolo Simone, visibilmente sconvolta, lo accoglie dandogli riparo. I genitori di Simone vengono di nuovo contattati dai rapitori per la richiesta del riscatto e Vito capisce che è in atto una trappola per uccidere il padre del bambino e impadronirsi del denaro. Il tutto è stato architettato proprio dai due uomini che gli stavano dando la caccia.
Quando il padre di Simone si reca nel luogo dell'incontro, i due uomini gli propongono lo scambio, ma improvvisamente Vito esce dalla macchina dell'uomo rivelando che Simone era stato ucciso da loro. Allora Vito propone ai due uomini di dar loro una busta piena di soldi nascosta in paese se li avesse lasciati andare. I due accettano e lo portano in paese verso l'ipotetico nascondiglio. Vito riesce a scappare nuovamente ma poco dopo, lungo la scalinata della chiesa madre, viene raggiunto da un proiettile esploso dal capo della gang criminale. Dopo un lungo scontro a fuoco i due killer vengono uccisi e Vito riesce a sopravvivere alla ferita. 
Il film termina con le immagini della nuova vita di Vito, adottato dai genitori del piccolo Simone.

## Luoghi delle riprese
Vito, durante la sua fuga, braccato dai malavitosi che hanno ucciso la sua famiglia, attraversa diversi luoghi: dai casolari nelle campagne desolate di Castrovillari in provincia di Cosenza, alla zona montuosa e assolata di Cerchiara di Calabria (CS) dove prende il treno, ai vicoli di Civita (CS) dove chiede aiuto ad una signora anziana fino alla fabbrica abbandonata in riva al mare rappresentata dallo stabilimento della SIR (Società Italia Resine) a Lamezia Terme in provincia di Catanzaro. Alcune scene che vedono il piccolo protagonista rifugiarsi a Roma, sono state effettivamente girate nella Capitale, in cui si può riconoscere la Casa dello studente dell'Università Sapienza, in Via C. De Lollis e il Cimitero del Verano.

## Riconoscimenti
- 1994 - Golden Globe
  - Nomination Miglior film straniero (Italia)
- 1993 - David di Donatello
  - Nomination Miglior regista esordiente a Carlo Carlei
- 1993 - Nastro d'argento
  - Nomination Miglior regista esordiente a Carlo Carlei
- 1993 - Globo d'oro
  - Miglior fotografia a Raffaele Mertes
  - Nomination Miglior attore a Manuel Colao
  - Nomination Miglior opera prima a Carlo Carlei
  - Nomination Miglior musica a Carlo Siliotto